# Jacques Scandelari
Jacques Scandelari (* 5. Juli 1943 in Dinard; † 2. Juni 1999 in Paris) war ein französischer Regisseur, Drehbuchautor und Filmproduzent.

## Karriere
Sein erster Spielfilm „Macedonia“ war eine Komödie mit Michèle Mercier und Pierre Brasseur. Dann inszenierte er eine Adaption des Romans Die Philosophie im Boudoir von Marquis de Sade. Danach wandte er sich dem Krimi-Genre zu mit Filmen wie „lashing Lights“ mit Florence Giorgetti, Brigade mondaine (nach dem Roman „Le Monstre d’Orgeval“ von Michel Brice) mit Marie-Georges Pascal und Patrice Valota in den Hauptrollen.
Unter dem Pseudonym Marvin Merkins produzierte er auch schwule Pornofilme.

## Filmografie

### Als Regisseur
- 1966: Models International
- 1971: Macédoine
- 1971: La Philosophie dans le boudoir
- 1974: Hiver de Paris
- 1976: Flashing Lights
- 1977: Homologues ou La soif du mâle (unter dem Pseudonym Marvin Merkins)
- 1978: Un couple moderne (unter dem Pseudonym Marvin Merkins)
- 1978: Brigade mondaine
- 1978: New York City Inferno (unter dem Pseudonym Marvin Merkins)
- 1978: I.N.R.I.
- 1989: Christian Lacroix, provençal et couturier, Kurzfilm

### Als Drehbuchautor
- 1966: Joë Caligula – Du suif chez les dabes (mit Jean-Pierre Deloux, nicht im Abspann)
- 1971: La Philosophie dans le boudoir (mit Jean-Pierre Deloux)
- 1976: Flashing Lights
- 1978: New York City Inferno

### Als Produzent
- 1976: Flashing Lights
- 1977: Homologues ou La soif du mâle